# Lin Sang
Lin Sang (kitajsko: 林桑; pinjin: Lín Sāng), kitajska lokostrelka, * 17. avgust 1977 Putjan, Fudžjan, Ljudska republika Kitajska.
Sodelovala je na lokostrelskem delu poletnih olimpijskih igrah 2004.